# Берегдароц – Будапешт
Берегдароц — Будапешт — один з основних елементів газотранспортної системи Угорщини, споруджений для подачі ресурсу від українського кордону до столиці країни.
Починаючи з першої половини 1960-х в Угорщині проклали цілий ряд газопроводів для транспортування продукції місцевих родовищ (Гайдусобосло – Озд, Гайдусобосло – Будапешт, Сегед — Адоні — Будапешт, Сегед — Будапешт). Втім, власного видобутку не вистачало для забезпечення зростаючого попиту і в 1975 році розпочали імпорт блакитного палива з СРСР. Поданий через інтерконектор Берегове — Берегдароц ресурс спрямували до угорської столиці по трубопроводу довжиною 239 км з діаметром труб 800 мм. Кінцевим пунктом маршруту при цьому був Zsambok дещо на схід від Будапешту (надалі став частиною Будапештського газопровідного кільця).
В столичному районі великим споживачем блакитного палива стала ТЕС Дунаменті, на якій в середині 1970-х звели нову потужну чергу. Крім того, в Тисауйвароші (поблизу якого пройшла траса газопроводу від Берегдароцу) до кінця 1970-х спорудили велику газову ТЕС Тиса II.
Також можливо відзначити, що в районі Мішкольцу трубопровід Берегдароц — Будапешт перетнув трасу зазначеного вище Гайдусобосло — Озд, що надало можливість подавати ресурс на південь (у напрямку Дебрецену) та північ (у напрямку Озду). Втім, значно важливішим було сполучення в районі Будапешту з системою Сегед — Будапешт, після реверсування якої стало можливим розпочати поставки до східної частини Югославії (надалі цю функцію перебрав на себе газопровід Берегдароц — Варошфьолд/Сегед).